# 田春黄菊
田春黄菊（学名：Anthemis arvensis）为菊科春黄菊属的植物。分布在欧洲以及中国大陆的中国等地，多生于铁路边，目前尚未由人工引种栽培。

## 别名
刺甘菊（拉汉种子植物名称）